# Anne Parr
Anne Parr, comtesse de Pembroke, baronne Herbert de Cardiff (15 juin 1515 - 20 février 1552) est la dame de compagnie de chacune des six épouses d'Henri VIII d'Angleterre et la sœur cadette de la dernière, Catherine Parr. 

## Jeunesse
Anne est née le 15 juin 1515 de Sir Thomas Parr et Maud Green. Elle est le plus jeune enfant survivant d'une fratrie de cinq, ayant une sœur aînée, Catherine, et un frère, William Parr, 1er marquis de Northampton. En 1517, alors qu'elle avait deux ans, son père meurt de la suette, laissant sa mère veuve à vingt-cinq ans, enceinte, et avec la lourde responsabilité de gérer l'héritage des enfants Parr. Maud Green est la dame d'honneur et confidente de Catherine d'Aragon. Elle est également directrice de l'école de la cour où Anne fait ses études aux côtés de sa sœur et d'autres filles de la noblesse. L'humaniste Jean Louis Vivès est le principal tuteur de l'école royale. Anne y apprend le français, le latin, la philosophie, la théologie et les classiques. Maud Green a déjà appris à ses enfants à lire et à écrire quand ils sont petits. Anne elle-même déclare plus tard que son éducation à la maison est basée sur l'approche utilisée dans la famille de Sir Thomas More, où les garçons et les filles sont éduqués ensemble ; ce fut le cas avec les Parr jusqu'à ce que son frère quitte la maison en 1525 pour rejoindre la maison de Henry FitzRoy, 1er duc de Richmond et Somerset.

## La cour
En 1528, Maud Green obtient pour sa fille, âgée de 13 ans, un poste à la Cour comme fille d'honneur de la reine Catherine d'Aragon. Anne devient alors la pupille du roi Henri. Lorsqu'Anne Boleyn est couronnée reine en 1533, Anne Parr continue d'exercer ses fonctions auprès d'elle. Elle a rapidement succombé au charme de la personnalité charismatique de la reine Anne et, suivant l'exemple de la reine, elle devient une ardente partisane de la nouvelle foi. Après la chute d'Anne Boleyn et son exécution, Anne reste à la Cour au service de la nouvelle reine, Jeanne Seymour. Elle est l'une des rares personnes présentes au baptême du prince Edouard le 15 octobre 1537 et fait partie du cortège funèbre de Jeanne Seymour. 
Lorsque le roi prend comme quatrième épouse Anne de Clèves, Anne reprend ses fonctions, qu'elle conserve lorsque la reine Anne est supplantée par Catherine Howard. Après l'arrestation de Catherine pour adultère, Anne Parr s'est vu confier ses bijoux. 

## Mariage

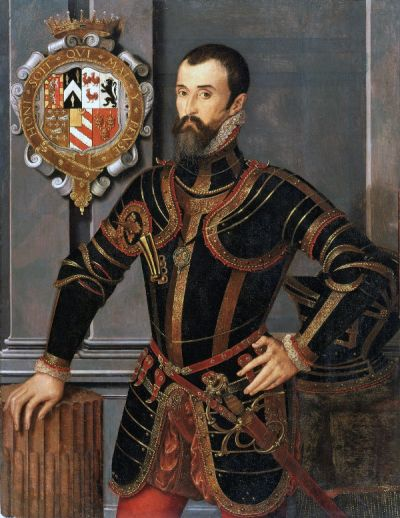
William Herbert, 1er comte de Pembroke, mari d'Anne.

En février 1538, Anne épouse Sir William Herbert. Il est le fils de Sir Richard Herbert, fils illégitime de William Herbert, 1er comte de Pembroke. Il est probable qu'Anne ait rencontré son mari à la cour. On ne sait pas si l'union est ou non un mariage d'amour, mais l'on sait qu'Anne et sa sœur ont toutes deux été attirées par des hommes d'action fringants et légèrement malhonnêtes . Les Herbert, en raison de l'intérêt du roi Henri pour Catherine, semblent être en faveur auprès du roi, car durant les années suivantes, Anne et son mari reçoivent une succession de dons royaux qui comprennent l'abbaye de Wilton dans le Wiltshire (détruite pour construire Wilton House dans les années 1540), Remesbury (nord du Wiltshire) et le château de Cardiff. Ils ont également utilisé le château de Baynard comme résidence londonienne.  
En septembre 1544, William Herbert est fait chevalier sur le champ de bataille au siège de Boulogne pendant la campagne du roi contre les Français. 
Anne a trois enfants avec son mari : Henri, qui succède à son père, Edouard et Anne Herbert. Pour la naissance de son deuxième fils, sa sœur lui prête le manoir de Hanworth à Middlesex. Après la naissance, Anne rend visite à Lady Hertford, qui venait également d'accoucher, à Syon House, près de Richmond. En août, la reine a envoyé un bateau pour ramener Anne par la rivière de Syon jusqu'à Westminster. 

## La sœur de la reine
Anne Parr est témoin de la cérémonie de mariage de sa sœur célébrée au palais de Hampton Court le 12 juillet 1543. Les deux sœurs sont proches et Anne est la première dame d'honneur de Catherine. Anne fait également partie de la clique de protestants qui entourent la nouvelle reine.  
En 1546, la protestante Anne Askew est arrêtée pour hérésie. Les ennemis de la reine tentent de lui faire avouer que la reine, sa sœur et d'autres femmes sont protestantes. La reine Catherine et certains de ses amis les plus proches ont précédemment rendu service à la jeune femme. Étienne Gardiner, Thomas Wriothesley et Richard Rich sont impliqués dans la torture et l'interrogatoire d'Anne Askew sur ses liens avec les dames de la cour qui sont soupçonnées d'être protestantes, en particulier Anne Parr, la reine, Catherine Willoughby, Anne Stanhope et Anne Calthorpe, comtesse de Sussex. Gardiner et Wriothesley ont obtenu la permission du roi d'arrêter et d'interroger la reine sur ses convictions religieuses .
Catherine rend alors visite au roi et réussit adroitement à le persuader que son intérêt pour la nouvelle religion avait été entrepris uniquement comme un moyen de fournir une conversation stimulante pour le distraire de la douleur causée par sa jambe ulcéreuse. Henri est apaisé, et avant que les arrestations aient lieu, il est réconcilié avec Catherine.

## Dernières années
Le 28 janvier 1547, le roi décède. Après la mort d'Henri VIII, lorsque la maison de la reine douairière s'établit à Chelsea, Anne et son fils Edouard font partie de sa suite. Son mari est nommé comme l'un des gardiens du nouveau roi, Édouard VI. Catherine épouse peu après Thomas Seymour, l'oncle du roi. En septembre 1548, à la suite de la naissance de sa fille, Mary Seymour, Catherine Parr meurt de fièvre puerpérale. 
Le 10 octobre 1551, le mari d'Anne est élevé à la pairie en tant que baron Herbert de Cardiff et le 11 octobre 1551, il est créé comte de Pembroke. En 1553, il reçoit les domaines du duc de Somerset dans le Wiltshire, y compris Ramsbury et un manoir nouvellement construit à Bedwin Broil, ainsi que de vastes bois à la frontière de la New Forest. Les Herbert ont été des amis de Somerset jusqu'à ce qu'il tombe en disgrâce. Herbert reçoit également, sur les domaines confisqués de Sir Thomas Arundell, le château de Wardour, et il a aussi obtenu une propriété qui avait appartenu au diocèse de Winchester. Le domaine de Wardour est ensuite revenu à la famille Arundell par échange et achat, mais l'accroissement de la richesse de Pembroke dépasse celles de tous ses pairs . 
Anne meurt le 20 février 1552. Au moment de sa mort, elle est l'une des dames de la princesse Marie, future reine. William se remarie avec Anne Talbot, mais le mariage n'a donné aucun enfant. Grâce à ses fils, Anne a de nombreux descendants, dont les actuels comtes de Pembroke, de Montgomery et de Carnarvon. 
Anne est inhumée le 28 février 1552 en la cathédrale Saint-Paul de Londres, à côté de son ancêtre Jean de Gand. Son mari est mort le 17 mars 1570 et, selon son souhait, est également enterré à Saint-Paul. Le mémorial d'Anne la décrit comme "une épouse très fidèle, une femme de la plus grande piété et discrétion".

## Descendance
Anne Parr et William Herbert ont trois enfants : 
- Henry Herbert (2e comte de Pembroke) (1539-1601), le 21 mai 1553, il épouse Catherine Grey mais le mariage est annulé en 1554. Sa deuxième épouse est Catherine Talbot, fille de George Talbot (6e comte de Shrewsbury). Sa troisième épouse est Mary Sidney, avec qui il eut des enfants, dont William et Philip, comtes de Pembroke.
- Sir Edward Herbert (1547-1595), épouse Mary Stanley, avec qui il a des enfants, dont William Herbert (1er baron Powis)[6].
- Lady Anne Herbert (1550-1592), épouse Francis, Lord Talbot, fils de George Talbot (6e comte de Shrewsbury). Il n'y a aucun enfant connu de ce mariage[5].

## Culture populaire
- Anne Parr (Lady Herbert) a été interprétée par l'actrice irlandaise Suzy Lawlor dans la quatrième et dernière saison de la série The Tudors. Dans le programme, elle est la dame d'honneur de la reine Catherine Howard (Tamzin Merchant) et la première dame d'honneur de sa sœur, la reine Catherine Parr (Joely Richardson).